# (4364) Shkodrov
(4364) Shkodrov es un asteroide perteneciente al cinturón de asteroides, descubierto el 7 de noviembre de 1978 por Eleanor F. Helin y el también astrónomo Schelte John Bus desde el Observatorio del Monte Palomar, Estados Unidos.

## Designación y nombre
Designado provisionalmente como 1978 VV5. Fue nombrado Shkodrov en honor al astrónomo búlgaro Vladimir Georgiev Ŝkodrov.

## Características orbitales
Shkodrov está situado a una distancia media del Sol de 2,327 ua, pudiendo alejarse hasta 2,651 ua y acercarse hasta 2,003 ua. Su excentricidad es 0,139 y la inclinación orbital 1,740 grados. Emplea 1297 días en completar una órbita alrededor del Sol.

## Características físicas
La magnitud absoluta de Shkodrov es 13,7.